# Glomera affinis
Glomera affinis är en orkidéart som beskrevs av Johannes Jacobus Smith. Glomera affinis ingår i släktet Glomera och familjen orkidéer. Inga underarter finns listade i Catalogue of Life.